# Joe Grant
Joe Grant, all'anagrafe Joseph Clarence Grant (New York, 15 maggio 1908 – Glendale, 6 maggio 2005), è stato uno sceneggiatore e character designer statunitense, noto per il suo lavoro presso la Walt Disney Feature Animation che interessò due periodi diversi a quarant'anni di distanza l'uno dall'altro.

## Biografia
Nel 1910 Joe Grant si trasferì a Los Angeles con la famiglia poiché il padre, che lavorava come direttore artistico presso il New York Journal, era stato assunto con la stessa mansione al Los Angeles Examiner. Questo permise a Joe di fare da comparsa in alcuni film della Fox Film Corporation e in seguito di venire ingaggiato anch'egli presso il giornale come caricaturista, dopo aver studiato al Chouinard Art Institute. Grazie al suo lavoro conobbe gli artisti della Walt Disney Productions, dove fu assunto nel 1932 per realizzare il cortometraggio Parata dei nominati agli Oscar che presentava caricature di varie star del cinema. Dopo aver lavorato al corto del 1933 Serata di gala a Hollywood, che si basava anch'esso su caricature di celebrità, si specializzò come sceneggiatore e character designer, venendo messo a capo del reparto che realizzava i modellini dei personaggi. Oltre a lavorare ad alcuni cortometraggi, creò il personaggio della regina Grimilde per Biancaneve e i sette nani, supervisionò la scrittura di Fantasia e Dumbo e partecipò alla progettazione dei personaggi di Pinocchio. Per Fantasia creò inoltre i personaggi della Danza delle ore. Durante la seconda guerra mondiale fu sceneggiatore di alcuni cortometraggi propagandistici, tra i quali il premio Oscar Der Fuehrer's Face.
Grant lasciò lo studio nel 1949 dopo che il reparto modelli era stato chiuso e fondò un'impresa di biglietti da visita, tornando brevemente all'animazione nel 1960 come sceneggiatore di alcuni episodi della serie TV Collericamente vostro Braccio di Ferro. Il suo nome viene però associato anche a Lilli e il vagabondo (1955) poiché il personaggio di Lilli (in originale Lady) è ispirato all'omonimo cocker americano di sua proprietà. Grant tornò poi allo studio nel 1989, all'età di 81 anni e quarant'anni dopo il suo abbandono, lavorando allo sviluppo visivo, al character design e agli storyboard della maggior parte dei nuovi Classici Disney. Nel 1992 ricevette il premio Disney Legends. Continuò a lavorare per quattro giorni alla settimana finché non morì per un infarto al suo tavolo da disegno nella sua casa di Glendale il 6 maggio 2005, a 96 anni. È sepolto al Forest Lawn Memorial Park insieme alla moglie Jennie. I film Chicken Little - Amici per le penne e Up furono dedicati alla sua memoria.